# 龔懋
龔懋（1560年—1588年），字益孫，號损斋，湖廣黃州府黃梅縣人，民籍。

## 生平
庚申年十一月二十六日生，行一，治《詩經》，由學生中式萬曆十年（1582年）壬午科湖廣鄉試二十二名舉人，年二十七歲中式萬曆十四年丙戌科會試四十三名，第三甲第四十九名進士。戶部觀政，授四川巴縣知縣，十六年三月卒。

## 家族
曾祖龔瀛；祖龔偕；父龔棠；母黃氏。具慶下，妻唐氏，弟懿，子以謙；以讓；以誠。